# Пештешть
Пештешть, Пештешті (рум. Păștești) — село у повіті Алба в Румунії. Входить до складу комуни Пояна-Вадулуй.
Село розташоване на відстані 335 км на північний захід від Бухареста, 68 км на північний захід від Алба-Юлії, 71 км на південний захід від Клуж-Напоки, 142 км на північний схід від Тімішоари.

## Населення
За даними перепису населення 2002 року у селі проживали 153 особи, усі — румуни. Усі жителі села рідною мовою назвали румунську.